# Mistrzostwa Ameryki Północnej, Środkowej i Karaibów w Piłce Siatkowej Mężczyzn 2015
Mistrzostwa Ameryki Północnej, Środkowej i Karaibów w Piłce Siatkowej Mężczyzn 2015 - 24. edycja mistrzostw rozegrana w dniach 5 października – 10 października 2015 roku w meksykańskiej miejscowości Córdoba. W rozgrywkach wystartowało 7 reprezentacji narodowych (jedna wycofała się przed startem imprezy).
Najlepsze 4 zespoły, które jeszcze nie zakwalifikowały się na Igrzyska Olimpijskie 2016, wezmą udział w turnieju kwalifikacyjnym strefy NORCECA.

## Drużyny uczestniczące
| Grupa A            | Grupa B           |
| ------------------ | ----------------- |
| Stany Zjednoczone* | Meksyk            |
| Kanada             | Kuba              |
| Portoryko          | Kostaryka         |
| Honduras           | Trynidad i Tobago |

*Reprezentacja Stanów Zjednoczonych zrezygnowała z udziału w mistrzostwach, ponieważ uzyskała już kwalifikację na Igrzyska Olimpijskie 2016 podczas Pucharu Świata 2015

## System rozgrywek[3]
Na początku została rozegrana faza grupowa, mecze w systemie kołowym, „każdy z każdym”. Najlepsze drużyny po zakończeniu fazy grupowej awansowały bezpośrednio do półfinałów, a drużyny z miejsc 2-3 do ćwierćfinałów (pary ćwierćfinałowe: 2A-3B oraz 3A-2B, pary półfinałowe: 1A-3A/2B oraz 1B-2A/3B). Zespół z ostatniego miejsca w grupie B wziął udział w rywalizacji o miejsca 6-7. Przegrani ćwierćfinałów zagrali między sobą mecz o miejsce 5, przegrany tego meczu zagrał o miejsce 6-7. Przegrani półfinałów rozegrali mecz o brązowy medal.

### Punktacja
- Wynik: 3:0; zwycięzca - 5 pkt, przegrany - 0 pkt
- Wynik: 3:1; zwycięzca - 4 pkt, przegrany - 1 pkt
- Wynik: 3:2; zwycięzca - 3 pkt, przegrany - 2 pkt

## Faza grupowa
awans do półfinałów
     awans do ćwierćfinałów
     rywalizacja o miejsca 6-7

### Grupa A
| Lp. | Drużyna   | Mecze | Mecze | Mecze | Pkt | Małe punkty | Małe punkty | Małe punkty | Sety | Sety | Sety  |
| Lp. | Drużyna   | M     | W     | P     | Pkt | zdob.       | str.        | ratio       | wyg. | prz. | ratio |
| --- | --------- | ----- | ----- | ----- | --- | ----------- | ----------- | ----------- | ---- | ---- | ----- |
| 1   | Kanada    | 2     | 2     | 0     | 10  | 150         | 96          | 1.563       | 6    | 0    | MAX   |
| 2   | Portoryko | 2     | 1     | 1     | 5   | 138         | 123         | 1.122       | 3    | 3    | 1.000 |
| 3   | Honduras  | 2     | 0     | 2     | 0   | 81          | 150         | 0.540       | 0    | 6    | 0.000 |

Źródło: norceca.net
Punktacja: 3:0 – 5 pkt, 3:1 – 4 pkt, 3:2 – 3 pkt, 2:3 – 2 pkt, 1:3 – 1 pkt, 0:3 – 0 pkt
Zasady ustalania kolejności: 1. liczba zwycięstw, 2. liczba punktów, 3. stosunek małych punktów, 4. stosunek setów, 5. bilans w bezpośrednich meczach
| Data | Godz. | Drużyna 1 | Wynik | Drużyna 2 | 1     | 2     | 3     | 4 | 5 | Widzów | * |
| ---- | ----- | --------- | ----- | --------- | ----- | ----- | ----- | - | - | ------ | - |
| 5.10 | 18:00 | Kanada    | 3:0   | Honduras  | 25:13 | 25:13 | 25:13 |   |   | 1000   | 2 |
| 6.10 | 18:00 | Honduras  | 0:3   | Portoryko | 16:25 | 19:25 | 13:25 |   |   | 1000   | 5 |
| 7.10 | 18:00 | Portoryko | 0:3   | Kanada    | 23:25 | 17:25 | 23:25 |   |   | 700    | 8 |

### Grupa B
| Lp. | Drużyna           | Mecze | Mecze | Mecze | Pkt | Małe punkty | Małe punkty | Małe punkty | Sety | Sety | Sety  |
| Lp. | Drużyna           | M     | W     | P     | Pkt | zdob.       | str.        | ratio       | wyg. | prz. | ratio |
| --- | ----------------- | ----- | ----- | ----- | --- | ----------- | ----------- | ----------- | ---- | ---- | ----- |
| 1   | Kuba              | 3     | 3     | 0     | 15  | 225         | 130         | 1.731       | 9    | 0    | MAX   |
| 2   | Meksyk            | 3     | 2     | 1     | 10  | 199         | 193         | 1.031       | 6    | 3    | 2.000 |
| 3   | Kostaryka         | 3     | 1     | 2     | 4   | 198         | 237         | 0.835       | 3    | 7    | 0.429 |
| 4   | Trynidad i Tobago | 3     | 0     | 3     | 1   | 183         | 245         | 0.747       | 1    | 9    | 0.111 |

Źródło: norceca.net
Punktacja: 3:0 – 5 pkt, 3:1 – 4 pkt, 3:2 – 3 pkt, 2:3 – 2 pkt, 1:3 – 1 pkt, 0:3 – 0 pkt
Zasady ustalania kolejności: 1. liczba zwycięstw, 2. liczba punktów, 3. stosunek małych punktów, 4. stosunek setów, 5. bilans w bezpośrednich meczach
| Data | Godz. | Drużyna 1         | Wynik | Drużyna 2         | 1     | 2     | 3     | 4     | 5 | Widzów | * |
| ---- | ----- | ----------------- | ----- | ----------------- | ----- | ----- | ----- | ----- | - | ------ | - |
| 5.10 | 14:00 | Kuba              | 3:0   | Kostaryka         | 25:14 | 25:13 | 25:18 |       |   | 200    | 1 |
| 5.10 | 21:00 | Meksyk            | 3:0   | Trynidad i Tobago | 25:22 | 25:16 | 25:22 |       |   | 1000   | 3 |
| 6.10 | 14:00 | Trynidad i Tobago | 0:3   | Kuba              | 11:25 | 13:25 | 12:25 |       |   | 800    | 4 |
| 6.10 | 20:00 | Meksyk            | 3:0   | Kostaryka         | 25:21 | 25:18 | 25:19 |       |   | 1800   | 6 |
| 7.10 | 14:00 | Kostaryka         | 3:1   | Trynidad i Tobago | 20:25 | 25:18 | 25:23 | 25:21 |   | 400    | 7 |
| 7.10 | 20:00 | Meksyk            | 0:3   | Kuba              | 18:25 | 17:25 | 14:25 |       |   | 2000   | 9 |

## Runda finałowa

### Ćwierćfinały
| Data | Godz. | Drużyna 1 | Wynik | Drużyna 2 | 1     | 2     | 3     | 4 | 5 | Widzów | *  |
| ---- | ----- | --------- | ----- | --------- | ----- | ----- | ----- | - | - | ------ | -- |
| 8.10 | 18:00 | Portoryko | 3:0   | Kostaryka | 25:17 | 25:19 | 25:19 |   |   | 1000   | 10 |
| 8.10 | 20:00 | Meksyk    | 3:0   | Honduras  | 25:20 | 25:13 | 25:22 |   |   | 2000   | 11 |

### Mecz o 5. miejsce
| Data | Godz. | Drużyna 1 | Wynik | Drużyna 2 | 1     | 2     | 3     | 4     | 5    | Widzów | *  |
| ---- | ----- | --------- | ----- | --------- | ----- | ----- | ----- | ----- | ---- | ------ | -- |
| 9.10 | 14:00 | Kostaryka | 2:3   | Honduras  | 23:25 | 25:20 | 25:23 | 21:25 | 6:15 | 400    | 12 |

### Półfinały
| Data | Godz. | Drużyna 1 | Wynik | Drużyna 2 | 1     | 2     | 3     | 4     | 5    | Widzów | *  |
| ---- | ----- | --------- | ----- | --------- | ----- | ----- | ----- | ----- | ---- | ------ | -- |
| 9.10 | 18:00 | Kuba      | 3:1   | Portoryko | 20:25 | 25:20 | 25:23 | 25:22 |      | 1500   | 13 |
| 9.10 | 20:00 | Kanada    | 3:2   | Meksyk    | 20:25 | 25:16 | 18:25 | 25:17 | 15:7 | 2000   | 14 |

### Mecz o 6. miejsce
| Data  | Godz. | Drużyna 1         | Wynik | Drużyna 2 | 1     | 2     | 3     | 4 | 5 | Widzów | *  |
| ----- | ----- | ----------------- | ----- | --------- | ----- | ----- | ----- | - | - | ------ | -- |
| 10.10 | 14:00 | Trynidad i Tobago | 3:0   | Kostaryka | 27:25 | 25:13 | 25:23 |   |   | 850    | 15 |

### Mecz o 3. miejsce
| Data  | Godz. | Drużyna 1 | Wynik | Drużyna 2 | 1     | 2     | 3     | 4 | 5 | Widzów | *  |
| ----- | ----- | --------- | ----- | --------- | ----- | ----- | ----- | - | - | ------ | -- |
| 10.10 | 18:00 | Meksyk    | 0:3   | Portoryko | 23:25 | 21:25 | 19:25 |   |   | 2500   | 16 |

### Finał
| Data  | Godz. | Drużyna 1 | Wynik | Drużyna 2 | 1     | 2     | 3     | 4     | 5 | Widzów | *  |
| ----- | ----- | --------- | ----- | --------- | ----- | ----- | ----- | ----- | - | ------ | -- |
| 10.10 | 20:00 | Kuba      | 1:3   | Kanada    | 23:25 | 25:19 | 18:25 | 17:25 |   | 2500   | 17 |

| MISTRZ AMERYKI PÓŁNOCNEJ, ŚRODKOWEJ I KARAIBÓW 2015             |
| --------------------------------------------------------------- |
| KANADA 1. TYTUŁ MISTRZA AMERYKI PÓŁNOCNEJ, ŚRODKOWEJ I KARAIBÓW |

## Klasyfikacja końcowa
| Miejsce | Zespół            |
| ------- | ----------------- |
|         | Kanada            |
|         | Kuba              |
|         | Portoryko         |
| 4.      | Meksyk            |
| 5.      | Honduras          |
| 6.      | Trynidad i Tobago |
| 7.      | Kostaryka         |

## Nagrody indywidualne[4]
| MVP                   | Najlepszy punktujący   | Najlepszy środkowy                | Najlepszy atakujący | Najlepszy przyjmujący            |
| --------------------- | ---------------------- | --------------------------------- | ------------------- | -------------------------------- |
| Nicholas Hoag         | Richard Smith Hall     | Luis Sosa Daniel Jansen Van Doorn | Rolando Cepeda      | John Gordon Perrin Jorge Barajas |
| Najlepszy zagrywający | Najlepszy rozgrywający | Najlepszy broniący                | Najlepszy libero    | Najlepszy odbierający            |
| Nicholas Hoag         | Pedro Rangel           | Dennis Del Valle                  | Dennis Del Valle    | Yonder García                    |